# Liste der Kulturgüter in Aigle
Die Liste der Kulturgüter in Aigle enthält alle Objekte in der Gemeinde Aigle im Kanton Waadt, die gemäss der Haager Konvention zum Schutz von Kulturgut bei bewaffneten Konflikten, dem Bundesgesetz vom 20. Juni 2014 über den Schutz der Kulturgüter bei bewaffneten Konflikten sowie der Verordnung vom 29. Oktober 2014 über den Schutz der Kulturgüter bei bewaffneten Konflikten unter Schutz stehen.
Objekte der Kategorien A und B sind vollständig in der Liste enthalten, Objekte der Kategorie C fehlen zurzeit (Stand: 1. Januar 2023).

## Kulturgüter
| Foto | | Objekt | Kat. | Typ | Standort                                                          | Beschreibung                                                                                     |
| ---- | --- | --- | ---- | --- | ----------------------------------------------------------------- | ------------------------------------------------------------------------------------------------ |
| ja   | Datei hochladen · Wikidata zu Château d’Aigle (Q680215)                                              | Schloss / Château KGS-Nr.: 05889 | A    | G   | Chemin du Château 564380 / 129401                                 |                                                                                                  |
| ja   | Datei hochladen · Wikidata zu Zehnthaus (Q3279700)                                                   | Zehnthaus / Maison de la Dîme KGS-Nr.: 05890                                                                                         | A    | G   | Chemin du Château 564331 / 129387                                 |                                                                                                  |
| ja   | Datei hochladen · Wikidata zu Reformierte Kirche Saint-Maurice (Q3586122)                            | Reformierte Kirche Saint-Maurice / Église réformée Saint-Maurice KGS-Nr.: 05897                                                      | A    | G   | Avenue du Cloître 23 564207 / 129503                              |                                                                                                  |
| BW   | Datei hochladen · Wikidata zu Weinbau-, Wein- und Etikettenmuseum (Q27478278)                        | Weinbau-, Wein- und Etikettenmuseum / Musée de la vigne, du vin et de l’étiquette KGS-Nr.: 08694                                     | A    | S   | Chemin du Château 564384 / 129393                                 |                                                                                                  |
| BW   | Datei hochladen · Wikidata zu Sekundarschule (Q29890456)                                             | Sekundarschule / Collège secondaire KGS-Nr.: 05891                                                                                   | B    | G   | Rue du Collège 12 563970 / 129810                                 |                                                                                                  |
| ja   | Datei hochladen · Wikidata zu Katholische Kirche Saint-Maurice und Saint-Nicolas-de-Flue (Q29890462) | Katholische Kirche Saint-Maurice und Saint-Nicolas-de-Flue / Église catholique Saint-Maurice et Saint-Nicolas-de-Flue KGS-Nr.: 05892 | B    | G   | Rue du Rhône 8.1 563706 / 129665                                  |                                                                                                  |
| ja   | Datei hochladen · Wikidata zu Dysgraphie (Q584560)                                                   | Bahnhof SBB / Gare CFF KGS-Nr.: 05893                                                                                                | B    | G   | Place de la Gare 1 563425 / 129600                                |                                                                                                  |
| BW   | Datei hochladen · Wikidata zu (Q29890467)                                                            | Haus Dr. Paul Anex mit Depot und Park / Maison Dr Paul Anex avec dépôt et parc KGS-Nr.: 05894                                        | B    | G   | Chemin des Noyers 7 563898 / 130043                               |                                                                                                  |
| BW   | Datei hochladen · Wikidata zu Zeughaus (Q29890455)                                                   | Zeughaus / Arsenal KGS-Nr.: 09092 | B    | G   | Rue du Molage 563349 / 129900                                     |                                                                                                  |
| BW   | Datei hochladen · Wikidata zu Katholisches Pfarrhaus (Q29890459)                                     | Katholisches Pfarrhaus / Cure catholique KGS-Nr.: 14543                                                                              | B    | G   | Rue du Rhône 4 563704 / 129600                                    |                                                                                                  |
| BW   | Datei hochladen · Wikidata zu Hotel Beau-Site (Q29890453)                                            | Ehemaliges Hotel Beau-Site mit Anbau / Ancien Hôtel Beau-Site avec annexe KGS-Nr.: 14544                                             | B    | G   | Rue de la Gare 38 563451 / 129651                                 |                                                                                                  |
| BW   | Datei hochladen · Wikidata zu Haus mit Galerien (Q29890470)                                          | Häuser mit Galerien / Maisons avec galeries KGS-Nr.: 14545                                                                           | B    | G   | Rue de Jérusalem 1–15 / Rue du Bourg 6–12, 24, 26 563819 / 129821 |                                                                                                  |
| BW   | Datei hochladen · Wikidata zu Reformiertes Pfarrhaus (Q29890460)                                     | Reformiertes Pfarrhaus / Cure réformée KGS-Nr.: 14546                                                                                | B    | G   | Avenue du Cloître 23 564203 / 129522                              |                                                                                                  |
| BW   | Datei hochladen · Wikidata zu Villa Jaquerod (Q29890472)                                             | Villa Jaquerod KGS-Nr.: 14547 | B    | G   | Avenue des Ormonts 14 564126 / 129678                             |                                                                                                  |
| BW   | Datei hochladen · Wikidata zu Haus Farel (Q29890469)                                                 | Haus Farel / Maison Farel KGS-Nr.: 14548                                                                                             | B    | G   | Rue Farel 10 563807 / 129706                                      |                                                                                                  |
| BW   | Datei hochladen · Wikidata zu Haus mit Nebengebäude und Park (Q29890465)                             | Herrenhaus mit Länderei, Brunnen und Park / Maison de maître avec rural, fontaine et parc KGS-Nr.: 14549                             | B    | G   | Rue du Cloître 28–30 564182 / 129450                              |                                                                                                  |
| BW   | Datei hochladen                                                                                      | Viadukt KGS-Nr.: 17254 | B    | G   | 560979 / 129928                                                   | Das Objekt liegt hälftig auf dem Gemeindegebiet von Collombey-Muraz (Nr. 7727) im Kanton Wallis. |